# Margarita Serrano
Margarita Serrano Pérez (15 de junio de 1950-Santiago, 28 de noviembre de 2017) fue una periodista chilena.

## Familia y estudios
Hija de Horacio Serrano y de la novelista Elisa Pérez Walker (más conocida como Elisa Serrana). Tuvo cuatro hermanas: Elena, abogada; Paula, psicóloga; Marcela, escritora; y Sol, historiadora.
Tuvo dos hijos: Borja (filósofo) y Rodrigo (Arquitecto, músico) y 3 nietos: Pascal, Samuel y Aurora. 
Realizó sus estudios primarios y secundarios en el colegio Villa María Academy. Posteriormente estudió periodismo en la Pontificia Universidad Católica de Chile (PUC).

## Carrera profesional
Ejerció como periodista en distintos medios: los diarios La Tercera y El Mercurio, y las revistas Mundo Diners, Cosas, Caras y la Revista Universitaria de la PUC. En todas ellas destacó por sus entrevistas a distintos personajes de la política chilena, «dándole un toque humano a sus agudas conversaciones». En 1989 entrevistó a Augusto Pinochet en el Palacio de La Moneda para Mundo Diners.
Publicó varios libros biográficos —sobre personajes como Raúl Rettig o Edgardo Boeninger—, de entrevistas y sobre la historia contemporánea de Chile, dos de ellos escritos en coautoría con Ascanio Cavallo.
Serrano también fue profesora de periodismo, ejerciendo en universidades como Finis Terrae y Adolfo Ibáñez.

## Obras
- Personas de Mundo (1990)
- Historias personales, políticas públicas: entrevistas de Margarita Serrano y Marcia Scantlebury (1993)
- La historia de un "bandido": Raúl Rettig (1999)
- Terremoto después del terremoto : trauma y resiliencia (2011), junto a varios autores.
- El poder de la paradoja: 14 lecciones políticas de la vida de Patricio Aylwin (2013), junto a Ascanio Cavallo.
- Golpe: 11 de septiembre de 1973 (2013), junto a Ascanio Cavallo.
- La igual libertad de Edgardo Boeninger (2009)